# Lipsk (rejon hancewicki)
Lipsk (biał. Ліпск; ros. Липск) – wieś na Białorusi, w obwodzie brzeskim, w rejonie hancewickim, w sielsowiecie Malkowicze.
W XIX w. opisywany jako miejscowość w najdzikszej i najodludniejszej okolicy Pińszczyzny. Jeszcze w 1924 do wsi nie dochodziła żadna utrzymywana droga. W dwudziestoleciu międzywojennym leżał w Polsce, w województwie poleskim, w powiecie łuninieckim, do 18 kwietnia 1928 w gminie Łunin, następnie w gminie Czuczewicze.